# 昨夜夢魂中
《昨夜夢魂中》是香港歌手張學友的第五張粵語專輯，唱片製作人歐丁玉，寶麗金唱片公司製作並於1988年3月15日發行。

## 背景
專輯發行時，張學友正處於其音樂事業的最低谷時期，專輯銷量跌到只得數千張（另有一說是跌到只得20,000多張，即只有金唱片的銷量程度），令其在樂壇一蹶不振，因為在音樂事業上的挫敗，張學友開始酗酒，當年亦開始大量拍攝電影，其憑藉電影《旺角卡門》一舉摘得香港電影金像獎的最佳男配角獎，這個獎也是其在1988年全年唯一摘得的獎項。本張專輯截止1988年底的銷量並不足以拿白金，直至次年市場憧憬《旺角卡門》能於香港電影金像獎獲獎，才得以加推至50,000張，終在第十一屆香港金唱片頒獎典禮獲頒本地白金唱片，是以實力卓越而享譽華語樂壇的張學友至今為止銷量最差的一張唱片。而對比之前發行的唱片，本張專輯見證了張學友歌曲風格的轉變，改編歌曲大幅減少至兩首，而以往最常作為主打的日本改編歌更只有一首（《盡在無言》），曲風從以往的東洋風轉為更重歐美風格，其在一些歌曲中改變了演唱方法，比如民謠歌曲《天變地變情不變》。

## 曲目[1]
| 曲序     | 曲目               |          | 作曲           | 编曲          | 备注 | 时长  |
| -------- | ------------------ | -------- | -------------- | ------------- | --- | ----- |
| 1.       | 昨夜夢魂中         | 陳少琪   | Justin Hayward | 杜自持        | 第一主打 改編自英國組合The Moody Blues的《Nights in White Satin》，依據希臘歌手Nana Mouskouri演唱的版本改編 國語版為《昨夜夢魂中》 | 4:15  |
| 2.       | 迫我絕情           | 陳少琪   | 盧東尼         | 盧東尼        | | 3:30  |
| 3.       | 盡在無言           | 向雪懷   | 井上陽水       | 杜自持        | 改編自日本歌手井上陽水的《新しいラプソディー》 電影《金裝大酒店》插曲                                                              | 4:21  |
| 4.       | 天變地變情不變     | 唐書琛   | 盧冠廷         | 盧東尼        | 第二主打 電影《三對鴛鴦一張床》主題曲 國語版為《明日約定》 作曲者盧冠廷其後再度翻唱此曲並收錄於其專輯《願》內                      | 3:06  |
| 5.       | 夢裡的聲音         | 小美     | 徐日勤         | 徐日勤        | 第三主打 電影《南北媽打》主題曲 | 4:04  |
| 6.       | 別了               | 柳啟強   | 柳啟強         | 盧東尼        | | 4:03  |
| 7.       | 不再是我           | 林夕     | Donald Ashley  | Donald Ashley | 國語版為《竟然是你》 | 4:05  |
| 8.       | 長相依             | 林敏驄   | 林敏怡         | 林敏怡        | | 4:18  |
| 9.       | 戰場               | 潘源良   | 盧東尼         | 盧東尼        | 無線電視劇《豪情》主題曲 | 2:45  |
| 10.      | 樂園再見           | 潘源良   | Donald Ashley  | Donald Ashley | | 3:29  |
| 11.      | 昨夜夢魂中（回憶） | 陳少琪   | Justin Hayward | 杜自持        | | 0:55  |
| 总时长： | 总时长：           | 总时长： | 总时长：       | 总时长：      | 总时长： | 38:56 |

## 音樂錄像

### 非原人演出
- 天變地變情不變（寶麗金金曲卡拉OK POL33005（1990年，部份原聲）、寶麗金卡拉OK碟聖張學友原裝金曲精選（1992年，原聲））

## 作品翻唱
專輯的第二主打《天變地變情不變》多年來一直有不少歌手翻唱過，包括鄭中基亦有翻唱這首歌曲，歌曲創作人盧冠廷更於兩年後在專輯《願》中自行重唱此曲，並進行第一次重混，由合成器營造節奏感較強的效果並增設和音。
2017年，歌手李幸倪亦翻唱本曲，其後亦被收錄於《Prologue》大碟內，經Fergus Chow重混後以琴鍵為主，再漸次加入結他、低音結他、敲擊樂及和聲，最後回歸自然，由結他及鍵盤構成。

## 復刻版本
環球唱片於2007年8月推出復刻版本。